# Вільям Чалмерс
Вільям Чалмерс (англ. William Chalmers, 24 липня 1907, Беллсгілл — 16 липня 1980) — шотландський футболіст, що грав на позиції нападника. По завершенні ігрової кар'єри — тренер.
Виступав, зокрема, за клуби «Рейнджерс» і «Ньюкасл Юнайтед».
Триразовий чемпіон Шотландії. Володар Кубка Шотландії.

## Ігрова кар'єра
У дорослому футболі дебютував 1922 року виступами за команду «Квінз Парк», в якій провів два сезони, взявши участь у 68 матчах чемпіонату.
Своєю грою за цю команду привернув увагу представників тренерського штабу клубу «Рейнджерс», до складу якого приєднався 1924 року. Відіграв за команду з Глазго наступні чотири сезони своєї ігрової кар'єри.
Згодом з 1928 по 1938 рік грав у складі команд «Ньюкасл Юнайтед», «Грімсбі Таун», «Бері» та «Ноттс Каунті».
Завершив ігрову кар'єру у команді «Олдершот», за яку виступав протягом 1938—1943 років.

## Кар'єра тренера
Розпочав тренерську кар'єру, ще продовжуючи грати на полі, 1939 року, очоливши тренерський штаб клубу «Олдершот».
1948 року став головним тренером команди «Ювентус», тренував «стару сеньйору» один рік.
Протягом тренерської кар'єри також очолював валлійський «Еббу-Вейл».
Останнім місцем тренерської роботи був клуб «Бері», головним тренером команди якого Вільям Чалмерс був з 1949 по 1950 рік.
Помер 16 липня 1980 року на 73-му році життя.

## Титули і досягнення
- Чемпіон Шотландії (3):

«Рейнджерс»: 1924–25, 1926–27, 1927–28
- Володар Кубка Шотландії (1):

«Рейнджерс»: 1927-28